# Bündnis für nachhaltige Textilien

Logo des Bündnis für nachhaltige Textilien

Das Bündnis für nachhaltige Textilien (kurz Textilbündnis) ist eine 2014 gegründete Multi-Akteurs-Partnerschaft aus rund 120 Unternehmen, Verbänden, Nichtregierungsorganisationen, Gewerkschaften und Standardorganisationen sowie der deutschen Bundesregierung. Ziel ist, gemeinsam Verbesserungen entlang globaler Wertschöpfungsketten in der Textilindustrie durchzusetzen.

## Geschichte
Das Textilbündnis wurde am 16. Oktober 2014 von Bundesentwicklungsminister Gerd Müller als Reaktion auf den Einsturz der Textilfabrik Rana Plaza in Bangladesch ins Leben gerufen. Sozial- und Umweltstandards werden in vielen Produktionsländern häufig nicht hinreichend eingehalten: Kinderarbeit, mangelhafter Arbeitsschutz und Gebäudesicherheit, Überstunden, zu geringe Löhne, eingeschränktes Versammlungsrecht, unzureichendes Chemikalien- und Abwassermanagement, hoher Ressourcenverbrauch und eine schlechte CO2-Bilanz stellen Bedrohungen für die Arbeiter und die Umwelt dar.
Das Bündnis kooperiert international mit anderen Initiativen und Organisationen, unter anderem mit der Sustainable Apparel Coalition, der Fair Wear Foundation und SAICM.
Im November 2014 waren dem Bündnis 43 Mitglieder beigetreten. Im Frühjahr 2021 umfasste das Bündnis 138 Mitglieder. Die deutsche Bundesregierung wird vertreten durch das Bundesministerium für wirtschaftliche Zusammenarbeit, das Bundesministerium für Arbeit und Soziales und das Bundesministerium für Umwelt, Naturschutz und nukleare Sicherheit. Die Mitgliedsunternehmen decken gemeinsam rund die Hälfte des deutschen Textilmarktes ab (bezogen auf die 100 umsatzstärksten Unternehmen des Textil-Einzelhandels in Deutschland).

## Ziele

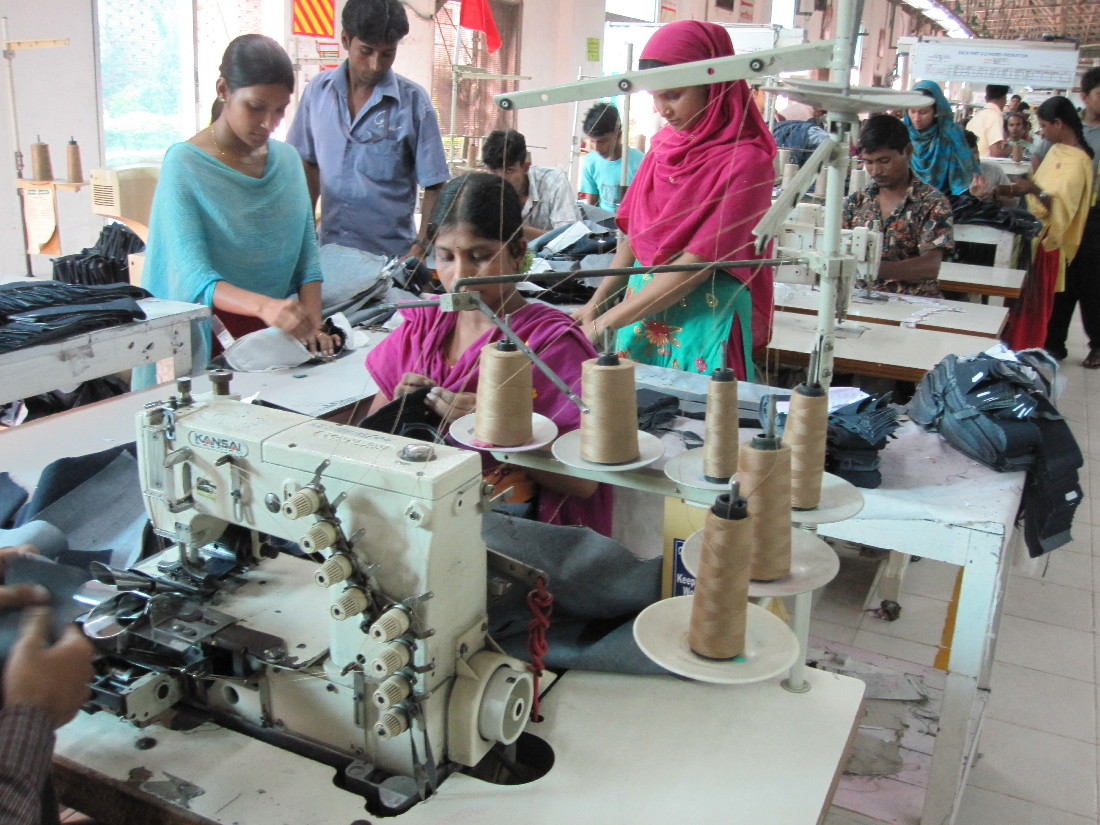
Textilfabrik nahe Dhaka in Bangladesch

Spezifische Bündnisziele werden in thematischen Arbeitsgruppen erarbeitet und durch den Steuerungskreis des Bündnisses verabschiedet. Die sozialen Bündnisziele beziehen sich unter anderem auf die Umsetzung von Gewerkschaftsfreiheit und Kollektivverhandlungen, das Verbot von Zwangs- und Kinderarbeit, den Schutz jugendlicher Arbeitnehmer und die Zahlung existenzsichernder Löhne. Im Bereich Naturfasern sollen Prinzipien sozialer sowie ökologischer Nachhaltigkeit und ethische Geschäftspraktiken angewendet werden. Ökologische Nachhaltigkeit umfasst beispielsweise die Vermeidung gefährlicher Textilchemikalien, die Einführung von funktionierenden Abwassermanagement-Systemen und Abwasserklärung, Ressourcenschonung und die Reduktion des Klimafußabdrucks. Im Baumwollanbau wurden zudem Mengenziele beschlossen: Bis 2020 sollen die baumwollbeschaffenden Unternehmen im Bündnis insgesamt mindestens 35 Prozent nachhaltige Baumwolle beziehen, davon mindestens zehn Prozent der Gesamtmenge Bio-Baumwolle. Bis 2025 soll dieser Anteil auf insgesamt 70 Prozent steigen, der darin enthaltene Anteil an Bio-Baumwolle auf mindestens 20 Prozent.

## Arbeitsweise
Die Arbeitsweise des Textilbündnisses ist in drei zentrale Tätigkeitsfelder gegliedert: Individuelle Verantwortung, Gemeinsames Engagement und Gegenseitige Unterstützung. Die Ziele und Vorgehensweisen des Bündnisses orientieren sich an internationalen Standards und Vereinbarungen, insbesondere den Empfehlungen der OECD zur Umsetzung unternehmerischer Sorgfaltspflichten in der Bekleidungs- und Schuhbranche (OECD Due Diligence Guidance for the Garments and Footwear Sector), den UN-Leitprinzipien für Wirtschaft und Menschenrechte und dem Nationalen Aktionsplan für Wirtschaft und Menschenrechte der Bundesregierung.

### Individuelle Verantwortung (Review-Prozess)
Alle Mitglieder des Textilbündnisses haben sich mit ihrem Beitritt zum Bündnis dazu verpflichtet, am Review-Prozess teilzunehmen. Das bedeutet, dass sie jährlich einen Maßnahmenplan, die sogenannte Roadmap, einreichen, umsetzen und über den Fortschritt Rechenschaft ablegen. Der Review-Prozess orientiert sich am Sorgfaltspflichtenansatz der OECD.
Die ersten Maßnahmenpläne mussten 2017 eingereicht werden. Seit 2018 ist die Veröffentlichung der Roadmaps auf der Website des Textilbündnisses verpflichtend, seit 2019 gilt dies auch für die Fortschrittsberichte.

### Gemeinsames Engagement (Bündnisinitiativen)
Im Rahmen ihres gemeinsamen Engagements wollen die Bündnismitglieder zusammen zur Lösung struktureller Probleme in textilen Wertschöpfungsketten beitragen. Das tun sie in Form von Bündnisinitiativen. Durch diese Projekte in Produktionsländern sollen die Rahmenbedingungen vor Ort verbessert sowie Zulieferer und lokale Akteure stärker eingebunden werden. Die Initiativen decken Themenbereiche ab, die durch mehrere Bündnismitglieder und Stakeholder gemeinsam bearbeitet werden können. 2021 sind vier Bündnisinitiativen in der Umsetzungsphase:
- Nachhaltiges Abwassermanagement
- Verbesserung der Arbeitsbedingungen in Tamil Nadu, Südindien
- Stärkung des nachhaltigen Chemikalien- und Umweltmanagements im Textilsektor (regionaler Fokus: Asien)
- Förderung existenzsichernder Löhne

### Gegenseitige Unterstützung
Das Textilbündnis dient den Mitgliedern außerdem als gemeinsame Informations-, Lern- und Austauschplattform. Auf einer Online-Mitgliederplattform können alle Mitglieder Informationen teilen. Zudem unterstützt das Bündnissekretariat die Arbeit im Bündnis mit Informationsmaterialien und Instrumenten wie Berechnungshilfen zur Ermittlung des Baumwollanteils. Schulungsangebote wie Workshops oder Webinare ergänzen das Informationsangebot.

## Governance

### Steuerungskreis
Das wichtigste Entscheidungsgremium des Bündnisses ist der Steuerungskreis. Die Mitglieder des Textilbündnisses wählen aus ihrer Mitte Vertreter aller fünf Akteursgruppen: Wirtschaft (Unternehmen und Verbände), Nichtregierungsorganisationen (NRO), Gewerkschaften, Standardorganisationen und Bundesregierung. Der Steuerungskreis besteht aus zwölf ordentlichen Mitgliedern und tagt alle ein bis zwei Monate. Er trifft Entscheidungen auf Grundlage der von Experten in aktuell sieben Fachgruppen erarbeiteten Empfehlungen.

### Arbeitsgruppen
In Arbeitsgruppen/Expertengruppen treffen sich zeitlich beschränkt Experten, die gemäß ihrer Mandate thematische und/oder regionale Fragestellungen bearbeiten und dazu an den Steuerungskreis berichten. Sie erarbeiten Empfehlungen für den Steuerungskreis. Derzeit gibt es sieben solcher Gruppen, unter anderem zu den Themen existenzsichernde Löhne, Chemikalien- und Umweltmanagement, Natur- und Chemiefasern, Beschwerdemechanismen und Abwasserstandards.

### Bündnissekretariat
Das Bündnissekretariat ist für die fachliche und prozessbegleitende Unterstützung des Textilbündnisses und die Betreuung der Mitglieder und Gremien zuständig. Im Auftrag des Bundesministeriums für wirtschaftliche Zusammenarbeit und Entwicklung wird das Sekretariat von der Deutschen Gesellschaft für Internationale Zusammenarbeit (GIZ) getragen.

## Ergebnisse
Im Juli 2017 haben die Mitglieder im Bündnis 129 verbindliche Roadmaps vorgelegt, von denen 40 freiwillig veröffentlicht wurden. 2018 wurden die Maßnahmenpläne aller 115 berichtspflichtigen Mitglieder veröffentlicht. Darin verpflichteten sich die Bündnismitglieder zu insgesamt mehr als 1.300 Maßnahmen.
Seit 2019 ist außerdem die Veröffentlichung der Fortschrittsberichte Pflicht. Da die drei Bundesministerien im Namen der Bundesregierung eine gemeinsame Roadmap vorlegen und einige andere Mitglieder lediglich über einen Beobachterstatus verfügen, werden weniger Maßnahmenpläne erstellt als Mitglieder im Bündnis sind. Die Maßnahmenpläne und Fortschrittsberichte werden auf der Homepage des Bündnisses veröffentlicht.
Während der deutschen G7-Präsidentschaft 2015 legte die Bundesregierung die Übernahme von Verantwortung in globalen Lieferketten als zentrales Thema fest. In der Abschlusserklärung wurden eine bessere Umsetzung von Umwelt-, Arbeits- und Sozialstandards weltweit sowie die Unterstützung von Multi-Akteurs-Partnerschaften als Ziele festgehalten. Auch beim G20-Gipfel in Hamburg 2017 wurde eine solche Erklärung abgegeben.

## Reaktionen
Zu Beginn wurde das Bündnis für nachhaltige Textilien vor allem vonseiten der Wirtschaft wiederholt als realitätsfern kritisiert. Im weiteren Verlauf traten dem Textilbündnis dennoch immer mehr Wirtschaftsunternehmen und Verbände bei. Stefan Genth, Hauptgeschäftsführer des Handelsverbands Deutschland (HDE), bezeichnete den gemeinsam erarbeiteten Aktionsplan des Bündnisses als „ambitioniert“.
Ein Vertreter des Bundesentwicklungsministeriums betonte, dass das Bündnis durch die individuellen Zielsetzungen der Mitglieder ganz konkrete Verbesserungen in der Textil-Lieferkette bewirke. Eine Vertreterin der Umweltorganisation Greenpeace sah 2017 die Zukunft des Bündnisses kritisch, da im Zuge der Abgabe der Maßnahmenpläne einige Unternehmen das Textilbündnis verlassen hätten. 2017 verließen mehr als 30 Firmen, darunter Real, Trigema und Walbusch, das Bündnis. Im Bündnis geblieben sind jedoch trotz der hohen Anforderungen an nachhaltige Verbesserungen nahezu alle umsatzstarken Mitglieder, darunter Adidas, Aldi Nord und Süd, C&A, Deuter, Edeka, Esprit, Gerry Weber, H&M, Hess Natur, Hugo Boss, KIK, Lidl, NKD, Orsay, Otto Group, Primark, Puma, Rewe, Schöffel Sportbekleidung, Takko, Tchibo und Vaude.
Das Textilbündnis wird immer wieder dafür kritisiert, dass neben Vorreitern wie Hess Natur oder Vaude auch Firmen wie KiK oder Primark als Mitglieder vertreten sind. Johannes Merck, Director of Corporate Social Responsability bei der Otto Group und Vertreter im Steuerungskreis, teilt diese Kritik nicht. Seiner Meinung nach müssen alle Akteure der Textilbranche in den Prozess der Verbesserung einbezogen werden. Nur so verfüge das Bündnis über den notwendigen Hebel, Veränderungen zu erwirken. Auch der Vorwurf, es gehe zu langsam voran, wird immer wieder laut. Merck wertet es hingegen als großen Erfolg, dass die unterschiedlichen Erwartungshaltungen und Meinungen aller Mitglieder zusammengeführt wurden und eine Einigung auf sinnvolle Kriterien erzielt werden konnte. Diese bereite die Grundlage für sinnvolle und effektive Maßnahmenpläne. Auch für Jürgen Janssen, Leiter des Bündnissekretariats, ist „ein Multistakeholder-Ansatz sicher nicht der schnellste Weg, aber in meinen Augen der effektivste und vor allem nachhaltigste.“